# Jacques Brotchi
Jacques, Baron Brotchi, né le 11 août 1942 à Liège, est un neurochirurgien et homme politique belge. Il est le fondateur du service de neurochirurgie de l’hôpital Erasme.
De 2004 à 2009, il siège en tant que sénateur coopté du Mouvement Réformateur au Sénat belge. 
Depuis juin 2009, il est membre du Parlement bruxellois et du Parlement de la Fédération Wallonie-Bruxelles. À la suite des élections du 13 juin 2010, il revient au Sénat en tant que sénateur de communauté. Les élections du 25 mai 2014 le confirment comme député du parlement bruxellois et du Parlement de la Fédération Wallonie-Bruxelles, ainsi que comme sénateur.
Entre le 14 décembre 2018 et le 4 juillet 2019, il exerce la fonction de président du Sénat belge.

## Biographie
Jacques Brotchi est né à Liège en 1942. Enfant caché, il est recueilli pendant la guerre et sauvé avec ses parents par une famille belge à Comblain-au-Pont. Élève à l’Athénée royal de Liège, il fait ses études de médecine à l’Université d'État de Liège dont il est diplômé en 1967. Il entreprend alors une spécialisation en neurochirurgie auprès du professeur Bonnal avec qui il travaille jusqu’en 1981 avant d’être appelé à créer le service de neurochirurgie de l’hôpital Erasme à Bruxelles.
Professeur ordinaire à l’ULB et titulaire de la chaire de neurochirurgie, il crée le service de neurochirurgie de l’hôpital Erasme en novembre 1981 et le dirige jusqu’au 31 août 2007. 
En juin 2005 et pour une période de 4 ans, il devient président de la World Federation of Neurosurgical Societies (WFNS). 
Le 1er septembre 2007, Jacques Brotchi est chef de service honoraire et professeur émérite. Le 18 juillet 2011, il quitte ses fonctions au sein du conseil de la Fondation ULB, dénonçant plusieurs incidents antisémites au sein de l'université.

## Informations complémentaires
De 1997 à 2001, il dirige le Comité d’éducation de la fédération mondiale des sociétés de neurochirurgie. Il s’est beaucoup investi dans l’enseignement de la neurochirurgie dans les pays en voie de développement.
Il a également présidé la Société belge de neurochirurgie ainsi que la Société de neurochirurgie de langue française couvrant l’ensemble des pays appartenant à la Francophonie.
Le 23 juin 2005, il est intronisé président de la Fédération Mondiale des Sociétés de Neurochirurgie. Premier neurochirurgien belge appelé à ces hautes fonctions, il pilote la Fédération depuis Bruxelles pendant une période de 4 ans tout en continuant son activité de neurochirurgien. 
Administrateur de la Fondation Francqui et, il a publié plus de 380 travaux scientifiques dans divers domaines de la neurochirurgie dont les tumeurs de la moelle épinière, sujet dont il est l’un des experts les plus respectés au niveau mondial. Son équipe a également acquis une renommée internationale dans divers domaines de la neurochirurgie. 
Lauréat de plusieurs prix de neurochirurgie, il est honoré en 2000 du prix Joseph Maisin, dans le cadre des Prix Scientifiques Quinquennaux du Fonds National de la Recherche Scientifique pour la période 1996-2000, qui est l’un des prix scientifiques belges les plus prestigieux.
Membre de l’Académie royale de médecine de Belgique, de l’Académie française de chirurgie, de l’American Academy of Neurological Surgery, de l'Académie Russe des Sciences et de l'Académie Mexicaine de Chirurgie, il est membre de nombreuses Sociétés Internationales de Neurochirurgie ainsi que membre d’Honneur de plusieurs sociétés nationales et internationales de Neurochirurgie (Japon, Brésil, etc.). En 2004, l’American Association of Neurological Surgeons l’a également honoré de sa plus haute distinction en le proclamant « Honorary Member », distinction qui n’avait plus été décernée depuis 1997. En novembre 2008, Jacques Brotchi reçoit le prix Scopus des mains de Madame Simone Veil. Le prix Scopus est la plus haute distinction décernée par les Amis de l'Université Hébraïque de Jérusalem. Il est attribué à une personnalité ou à une association engagée dans des actions éducatives, culturelles et sociales pour la promotion du progrès et du savoir et qui ont contribué à l'amélioration de l'Université Hébraïque de Jérusalem, de l'État d'Israël, du Peuple Juif et de l'Humanité. Infiniment honoré de recevoir cette distinction, le Professeur Jacques Brotchi nous confirme que "la science est incontestablement l'un des vecteurs de la paix".
Jacques Brotchi s'est également vu décerner par le Centre communautaire laïc juif (CCLJ, Bruxelles) le Prix du Mensch 2007, prix qui honore une personnalité de la communauté juive de Belgique pour son humanisme.
Durant l'année 2015, il préside l'Académie royale de médecine de Belgique.

## Titres honorifiques
- Grand Croix de l'Ordre de la Couronne (Belgique 23 octobre 2022)
- Grand Croix de l'Ordre de Léopold II (Belgique 25 mai 2019)
- Grand Officier de l'Ordre de Léopold (Belgique, 8 décembre 2010) [2]
- Grand Officier de l'Ordre de la Couronne (Belgique, 15 novembre 2007) [2]
- Chevalier de la Légion d'honneur (France)
- Chevalier de l’Ordre de Dannebrog (Danemark)
- Grand Commandeur de l’Ordre du Mérite civil (Espagne)
- Ordinului de Onoare de la République de Moldavie.
- En 1988, Jacques Brotchi bénéficie d'une concession de noblesse héréditaire et du titre personnel de chevalier, accordée par le Roi Baudouin[3].
- En 2008, il est promu au titre personnel de baron par le Roi Albert II[3].

## Parcours politique
Le 8 juillet 2004, Jacques Brotchi a été coopté sénateur MR. Il s’est investi dans les domaines qui sont les siens : la Santé et la Bioéthique. Il a également créé en 2005 au Sénat « Le Groupe Sénatorial de Réflexion pour la Paix au Proche-Orient ».
Pendant cette législature, il s’est intéressé en tant que professeur à la situation des étudiants en médecine. Il a interrogé le ministre de la Santé publique au sujet des méthodes de contingentement des médecins et au sujet de sa politique de quota des médecins. Ces diverses interventions ont eu leurs effets puisque la Commission de planification a revu ses méthodes de calcul et le ministre a augmenté significativement les quotas de médecins généralistes et spécialistes et a supprimé les sous-quotas, lesquels sont désormais confiés aux Facultés de Médecine.
Il s’est intéressé également aux problèmes rencontrés par les commissions d’agréation des médecins spécialistes : il a déposé une proposition de loi pour adapter la procédure d’agréation à la réalité du terrain afin de garantir que les patients soient soignés par des médecins spécialistes compétents. Il a déposé une proposition de loi qui modernise l’Ordre des médecins et a largement contribué au débat sur une proposition de loi créant un Conseil supérieur de déontologie médicale en y introduisant une quarantaine d’amendements.
Il a initié un large débat parlementaire sur le thème du tabagisme passif en déposant une proposition de loi visant à interdire de fumer dans les restaurants et les buvettes sportives. 
En tant que chercheur, il a cosigné une proposition de loi visant à faciliter les modalités de séjour en Belgique pour les chercheurs de haut niveau. 
Il a aussi interrogé à plusieurs reprises le ministre de la Santé publique sur son intention de limiter le nombre de Pet-scan en Belgique, secteur capital pour le diagnostic et le suivi des malades souffrant d’un cancer.
En matière éthique, il s’est penché sur la réglementation des banques de sang de cordon, la procréation médicalement assistée, les mères porteuses, la collecte, la conservation et la communication des informations relatives au don de gamètes, la réglementation de l'usage des analyses génétiques à des fins d'identification en matière de filiation, etc. 
Il a travaillé également sur des thèmes aussi variés que la gratuité des soins dentaires pour les enfants des indépendants, le vote des Belges résidant à l’étranger, le travail des étudiants, le remboursement du vaccin à pneumocoques, la situation financière du département de la Croix-Rouge qui s’occupe du traitement du sang des donneurs bénévoles, l’impact du processus de Bologne sur la profession d’infirmier, etc.
En 2006, il a déposé une proposition de loi pour introduire un système de surveillance électronique et un traitement médicamenteux hormonal visant à réduire les pulsions sexuelles des agresseurs sexuels dangereux remis en liberté sous condition.
En fin de législature, il a rédigé une proposition de résolution visant à favoriser une approche curative interdisciplinaire des problèmes de surcharge pondérale chez l’enfant et d’obésité chez l’adulte. 
De 2006 à 2012, il est conseiller communal dans sa commune d’Uccle. 
Le 12 juillet 2007, il est une nouvelle fois coopté Sénateur MR et il siège jusqu'en juin 2009.
En juin 2009, il se présente aux élections régionales bruxelloises et est élu. Il siège dès lors en tant que député au Parlement de la Région bruxelloise et au Parlement de la Fédération Wallonie-Bruxelles. Son attention se porte alors sur les évolutions de la science et leurs corollaires (comme le vieillissement de la population) rendant plus que jamais nécessaire l’exercice d’une politique cohérente en matière de soins de santé. En particulier, il défend l'instauration d'un examen d'entrée dans les études de médecine.
En 2010, il devient aussi sénateur de communauté. Il s'investit depuis sur une réflexion globale et à long terme de l'efficacité des soins de santé en Belgique notamment dans un contexte de pénurie grandissante de médecins (en particulier de généralistes, d’infirmières et de kinésithérapeutes) et de la surcharge administrative qui leur est imposée. 
En 2014, il est réélu au Parlement de la Région bruxelloise en faisant le 3e meilleur score de la liste MR et devient membre du Parlement de la Fédération Wallonie-Bruxelles. En juillet 2014, il est également nommé Sénateur régional au sein du Sénat de Belgique.  
À la suite des élections communales du 14 octobre 2018, il est réélu comme conseiller communal à Uccle jusqu'en 2024.   
Le 14 décembre 2018, Jacques Brotchi est nommé à la Présidence du Sénat. Son principal objectif sera de maintenir le Sénat en bonne santé tout en continuant le développement de l'institution au sein du paysage institutionnel belge pour devenir le lieu de rencontre, de consultation et de réflexion entre les différentes entités fédérées.

## Blason
|  | Blason de la famille Brotchi Blasonnement : D'or à une lampe antique de sable allumée de gueules, mantelé d'azur à deux branches d'olivier d'or. Source du blasonnement : EPN, 2017, vol. Bo-Bu, page 239. |